# Epileptobos groeneveldtii
Epileptobos groeneveldtii è un mammifero artiodattilo estinto, appartenente ai bovidi. Visse nel Pleistocene medio (circa 700.000 - 500.000 anni fa) e i suoi resti fossili sono stati ritrovati a Giava.

## Descrizione
Questo animale doveva essere molto simile agli attuali membri del genere Bos, in particolare alle forme più snelle come il banteng (Bos javanicus). Possedeva un cranio basso e abbastanza largo, con creste temporali prominenti e lunghe corna a sezione circolare, poste ben dietro le orbite. Le corna erano inizialmente ricurve all'indietro e all'infuori per poi ripiegarsi in avanti e all'insù. Era presente una leggera torsione in senso antiorario (prendendo come base il corno destro). I molari erano a corona alta (ipsodonti).

## Classificazione
Questo animale venne descritto per la prima volta nel 1908 da Dubois, sulla base di resti rinvenuti a Giava, nella zona di Trinil (zona famosa per aver restituito anche i resti del pitecantropo). Dubois descrisse i resti di questo bovide come una specie del già noto genere Leptobos (L. groeneveldtii), e fu solo nel 1956 che Hooijer li attribuì a un nuovo genere, Epileptobos, a causa di alcune caratteristiche che si supponeva lo rendessero più evoluto di Leptobos. Attualmente Epileptobos è considerato ancestrale alla linea evolutiva che porta ai generi Bos e Bison.